# Final do Campeonato Catarinense de Futebol de 2010
A Final do Campeonato Catarinense de Futebol de 2010 foi a decisão da octagésima sétima edição desta competição. Foi realizada em duas partidas, com mando de campo alternado entre as duas equipes participantes, Avaí e Joinville. O resultado final consagrou o Avaí campeão do campeonato nesse ano, por um somatório de 5 gols a 1.

## Antes da decisão

### Campanhas dos finalistas
Avaí
O Avaí teve uma campanha regular durante a competição, se mantendo sempre nas primeiras posições até o início do segundo turno do campeonato, vencido pelo Leão da Ilha, quando assumiu a primeira colocação no geral e não largou mais até o final. Terminou a fase as duas fases com 3 pontos a frente do segundo colocado no geral, justamente o Joinville seu adversário na grande final.
| 1 | Avaí | 37 | 18 | 11 | 4 | 3 | 39 | 19 | +20 | 68,5 |

Joinville
O Joinville se destacou no primeiro turno, quando se classificou às semifinais em primeiro lugar e obteve o direito de jogar a semi e a final em seus domínios e ter a vantagem do empate. Benefício este que lhe foi muito bem utilizado, já que, na final do turno contra o próprio Avaí, o Joinville estava perdendo o jogo até os 49 minutos do segundo tempo quando empatou e foi campeão, lhe dando o direito de estar na grande final.
| 2 | Joinville | 34 | 18 | 10 | 4 | 4 | 34 | 28 | +6 | 63 |

### Histórico recente
Nos últimos jogos entre Avaí e Joinville, o domínio é grande do time da capital. Nos últimos 8 jogos o Avaí venceu 5, o Joinville 1 e houve 2 empates.
Já em finais, o único estadual decidido pelos dois foi o de 1985 quando o Joinville saiu vitorioso. Antes desta final de 2010, o Avaí possuía 14 títulos estaduais contra 12 do Joinville.

### Vantagem
No regulamento do certame catarinense, está previsto que a equipe que fizer melhor campanha ao longo do campeonato, terá direito a jogar a final por dois resultados iguais. Ou seja, dois empates ou uma vitória para cada lado por uma diferença igual de gols (ex.: 1-0 e 0-1) darão o título ao Leão. Além disso, o detentor da melhor campanha também poderá disputar a segunda partida em casa.

### Venda de ingressos
A comercialização de ingressos para a primeira partida da final começou no dia 22 de abril e, a torcida do Avaí teve direito a 1,5 mil ingressos. Para a segunda partida, os ingressos foram disponibilizados para compra no dia 28 de abril e, a torcida do Joinville teve direito a 1,5 mil ingressos.

## Primeira partida
| 25 de Abril | Joinville             | 1 – 3  | Avaí                                                    | Arena Joinville                                |
| 16:00       | Ricardinho 18' (2º T) | Súmula | 23' (1º T) Davi · 2' (2º T) Rudnei · 38' (2º T) Roberto | Público: 11,392 Árbitro: P.H. de Godoy Bezerra |

| Joinville | Avaí |

| JOINVILLE EC: |    |  |                  |     |                               |
|               |    |  |                  |     |                               |
| G             | 1  |  | Fabiano          |     |                               |
| LD            | 2  |  | Eduardo          |     |                               |
| Z             | 4  |  | Samuel           |     | Penalizado com cartão amarelo |
| Z             | 3  |  | Lacerda          |     | Penalizado com cartão amarelo |
| LE            | 6  |  | Chiquinho        | 45' |                               |
| V             | 7  |  | Paulinho Dias    | 73' |                               |
| V             | 5  |  | Carlinhos Santos |     | Penalizado com cartão amarelo |
| M             | 10 |  | Emerson          |     |                               |
| M             | 8  |  | Ricardinho       |     |                               |
| A             | 11 |  | Cris             |     |                               |
| A             | 9  |  | Lima             | 78' |                               |
| Reservas:     |    |  |                  |     |                               |
| G             | 12 |  | André            |     |                               |
| V             | 13 |  | Ângelo           |     |                               |
| V             | 14 |  | Elton            |     |                               |
| LD            | 15 |  | César Prates     | 45' | Penalizado com cartão amarelo |
| M             | 16 |  | Miro Bahia       | 73' |                               |
| A             | 17 |  | Leandro Costa    |     |                               |
| A             | 18 |  | Charles          | 78' |                               |
| Técnico:      |    |  |                  |     |                               |
| Mauro Ovelha  |    |  |                  |     |                               |

| AVAÍ FC:          |    |  |                 |     |                               |
|                   |    |  |                 |     |                               |
| G                 | 1  |  | Renan           |     |                               |
| Z                 | 2  |  | Gabriel         |     | Penalizado com cartão amarelo |
| Z                 | 3  |  | Émerson Nunes   |     | Penalizado com cartão amarelo |
| Z                 | 4  |  | Émerson         |     |                               |
| LD                | 7  |  | Patric          |     |                               |
| V                 | 5  |  | Rodrigo Thiesen |     |                               |
| V                 | 8  |  | Rudnei          |     | Penalizado com cartão amarelo |
| M                 | 20 |  | Davi            | 80' |                               |
| M                 | 11 |  | Róbson          | 61' | Penalizado com cartão amarelo |
| LE                | 6  |  | Uendel          |     |                               |
| A                 | 9  |  | Roberto         | 90' |                               |
| Reservas:         |    |  |                 |     |                               |
| G                 | 22 |  | Paes            |     |                               |
| LD                | 13 |  | Léo San         | 90' |                               |
| Z                 | 14 |  | Medina          |     |                               |
| V                 | 15 |  | Roberto Andrade |     |                               |
| M                 | 16 |  | Caio            | 61' |                               |
| A                 | 17 |  | Carreirinha     | 80' |                               |
| A                 | 18 |  | Cristian        |     |                               |
| Técnico:          |    |  |                 |     |                               |
| Péricles Chamusca |    |  |                 |     |                               |

## Segunda partida
| 2 de Maio | Avaí                                 | 2 – 0  | Joinville | Ressacada, Florianópolis              |
| 16:00     | Roberto 12' (1º T) · Davi 33' (1º T) | Súmula |           | Público: 17,012 Árbitro: Célio Amorim |

| Avaí | Joinville |

| AVAÍ FC:          |    |  |                    |     |                               |
|                   |    |  |                    |     |                               |
| G                 | 1  |  | Zé Carlos          |     |                               |
| Z                 | 2  |  | Rafael             |     |                               |
| Z                 | 3  |  | Émerson Nunes      | 87' |                               |
| Z                 | 4  |  | Émerson            |     |                               |
| LD                | 7  |  | Patric             |     |                               |
| V                 | 5  |  | Marcinho Guerreiro |     |                               |
| V                 | 8  |  | Rudnei             | 67' | Penalizado com cartão amarelo |
| M                 | 20 |  | Davi               | 75' |                               |
| M                 | 11 |  | Caio               |     |                               |
| LE                | 6  |  | Uendel             |     |                               |
| A                 | 9  |  | Roberto            |     |                               |
| Reservas:         |    |  |                    |     |                               |
| G                 | 22 |  | Paes               |     |                               |
| Z                 | 13 |  | Gabriel            | 87' |                               |
| V                 | 14 |  | Rodrigo Thiesen    |     |                               |
| LD                | 15 |  | Medina             |     |                               |
| V                 | 16 |  | Batista            | 67' |                               |
| A                 | 17 |  | Carreirinha        | 75' |                               |
| A                 | 18 |  | Cristian           |     |                               |
| Técnico:          |    |  |                    |     |                               |
| Péricles Chamusca |    |  |                    |     |                               |

| JOINVILLE EC: |    |  |                  |     |                               |
|               |    |  |                  |     |                               |
| G             | 1  |  | Fabiano          |     |                               |
| LD            | 2  |  | Rafael Tesser    |     | Penalizado com cartão amarelo |
| Z             | 4  |  | Samuel           |     |                               |
| Z             | 3  |  | Lacerda          |     |                               |
| LE            | 6  |  | Eduardo          |     |                               |
| V             | 7  |  | Elton            | 45' |                               |
| V             | 5  |  | Ângelo           |     | Penalizado com cartão amarelo |
| M             | 10 |  | Emerson          | 69' |                               |
| M             | 8  |  | Ricardinho       |     |                               |
| A             | 11 |  | Cris             | 83' |                               |
| A             | 9  |  | Lima             |     |                               |
| Reservas:     |    |  |                  |     |                               |
| G             | 12 |  | André            |     |                               |
| Z             | 13 |  | Daniel Horst     | 45' |                               |
| LD            | 14 |  | Daniel Rodrigues |     |                               |
| LE            | 15 |  | Lira             |     |                               |
| M             | 16 |  | Miro Bahia       | 69' |                               |
| A             | 17 |  | Leandro Costa    | 83' |                               |
| A             | 18 |  | Charles          |     |                               |
| Técnico:      |    |  |                  |     |                               |
| Mauro Ovelha  |    |  |                  |     |                               |

## Campeão
| Campeão Catarinense de 2010   |
| ----------------------------- |
| AVAÍ (15º título - bicampeão) |